# 1380年代
1380年代（せんさんびゃくはちじゅうねんだい）は、西暦（ユリウス暦）1380年から1389年までの10年間を指す十年紀。

## できごと

### 1381年
- ワット・タイラーの乱。
- 明朝、里甲制を敷き賦役黄冊を制定。

### 1386年
- ポーランド、ヤギェウォ朝（ポーランド・リトアニア合同）のはじめ。

### 1389年
- コソヴォの戦いで、オスマン帝国がセルビアを従属させる。